# Angelika Ouedraogo
Angelika Sita Ouedraogo (sinh ngày 4 tháng 12 năm 1993 tại Ouagadougou, Burkina Faso) là một vận động viên bơi lội Burkina Faso Cô đã tham gia cuộc thi tự do 50 m tại Thế vận hội Mùa hè 2012, nơi cô xếp hạng 63 và không tiến vào bán kết.
Ouedraogo đã thi đấu trong sự kiện tự do 50 m tại Thế vận hội Mùa hè 2016, nơi cô xếp hạng 67 và không tiến vào bán kết. Cô là người mang cờ cho đất nước của mình trong lễ bế mạc.